# Fahrplantrasse
Fahrplantrasse ist im Eisenbahnbetrieb die planmäßige zeitliche und räumliche Belegung eines Streckenabschnitts durch einen Zug. Sie führt dabei von einer Start- zu einer Ziel-Betriebsstelle (in der Regel Start- und Ziel-Bahnhof) und ist die Grundeinheit, aus der in der Fahrplanung ein Fahrplan konstruiert wird.

## Beschreibung
Durch die Trasse wird zeitlich und räumlich exakt festgelegt, welcher Zugfolgeabschnitt zu welcher Zeit durch einen bestimmten Zug belegt werden darf. Ein Abschnitt darf dabei in der Regel von nicht mehr als einem Zug gleichzeitig in Anspruch genommen werden. Einzurechnen ist darüber hinaus die Sperrzeit für vorbereitende und nachlaufende betriebliche Maßnahmen (z. B. für das Umstellen von Weichen, für das Vorankündigen von Signalen und für die vollständige Räumung des Abschnitts).
In Deutschland unterscheidet die DB InfraGO AG verschiedene Formen von Fahrplantrassen. Die Regeltrasse wird für die gesamte Dauer des Jahresfahrplans festgelegt. Bedarfstrassen sind Fahrplantrassen, die dem Verkehrsunternehmen je nach Bedarf zur Verfügung gestellt werden. Alle Trassen, die keine Regeltrassen sind, werden als „Sondertrassen“ bezeichnet. Katalogtrassen werden vor der Fahrplanerstellung konstruiert und den Verkehrsunternehmen für ihre Trassenbestellung vorgelegt. Dies können Systemtrassen sein, die vor der Netzfahrplanerstellung konstruiert werden, oder Angebotstrassen, die nach der Netzfahrplanerstellung konstruiert werden.

## Darstellungsformen
In der Fahrplankonstruktion dominiert die Darstellung der Trasse in Zeit-Wege-Linien als sogenannter Bildfahrplan. Sie wird den Triebfahrzeugführern als Buchfahrplan in vereinfachter und ergänzter Darstellung in Textform mitgeteilt.

## Trassenkapazität
Die Zahl der maximal möglichen Fahrplantrassen in eine Bahnstrecke (Trassenkapazität) ist von zahlreichen Faktoren abhängig. Dazu zählen unter anderem:
Länge und Anordnung der Zugfolgeabschnitte
Je kürzer bei spurgeführten Systemen die Zugfolgeabschnitte sind, desto kürzer kann der Abstand sein, in dem Züge aufeinander folgen können. Durch zusätzliche Sicherungssysteme wie LZB mit CIR-ELKE kann die Kapazität u. U. erhöht werden.
Geschwindigkeitsprofil von Bahnanlagen und Zügen
Je homogener das Geschwindigkeitsprofil (z. B. die zulässige Höchstgeschwindigkeit) von Bahnanlagen und Zügen im betrachteten Abschnitt sind, desto größer ist die sich daraus ergebende Trassenkapazität.
Halteregime
Je mehr Verkehrs- und Betriebshalte im Fahrplan vorgesehen sind, desto weniger Trassen können konstruiert werden. Durch derartige Halte wird ein Streckenabschnitt einerseits länger belegt (entsprechend später kann ein anderer Zug nachrücken), zum anderen entstehen durch Bremsen und erneutes Anfahren weitere Fahrzeitverluste, die sich wiederum negativ auf die Trassenkapazität auswirken. Mitunter kann eine Trasse für einen (vergleichsweise langsamen, jedoch nicht planmäßig haltenden) Güterzug günstig zwischen zwei (vergleichsweise schnellen, aber unterwegs haltenden) Regionalverkehrszügen eingelegt werden.
Überholmöglichkeiten
Je mehr Überholmöglichkeiten eine Strecke bietet, umso mehr Fahrplantrassen können in der Regel konstruiert werden.
Kreuzungsmöglichkeiten
Auf eingleisigen Strecken hängt die Zahl der möglichen Fahrplantrassen auch von der Zahl und Anordnung von Kreuzungsmöglichkeiten ab.
Die Verspätungsanfälligkeit eines Fahrplans hängt entscheidend davon ab, ob die Fahrplantrassen mit den genannten Faktoren übereinstimmen. Auf dicht belegten Strecken bergen Trassen mit nur geringfügigen Pufferzeiten ein hohes Verspätungsrisiko.

## Vergabe
Fahrplantrassen werden von einem Eisenbahnverkehrsunternehmen (EVU) bei einem Eisenbahninfrastrukturunternehmen (EIU) bestellt. Das EIU konstruiert die Trasse im Tagestrassengefüge und verkauft sie im Rahmen des Streckennutzungsrechts gegen Trassenentgelt an das EVU. Die Trasse ist das Hauptprodukt eines EIU. Der Trassenpreis hängt zum einen vom Ausbauzustand der Infrastruktur, zum anderen von dem Maß zeitlicher Sicherheit ab, in dem die Trasse gewährt wird. Hinzu treten weitere Entgeltkomponenten für spezielle Züge (z. B. solche mit hohem Gewicht), regionalspezifische Gesichtspunkte oder Anreize, um Betriebsstörungen zu minimieren.
Die vom EIU angebotenen Abfahr- und Ankunftszeiten können auf Grund von konkurrierender Trassen anderer EVUs von den Wünschen des bestellenden EVUs abweichen. Es kann bei größeren Abweichungen die Trasse auch ablehnen. Nach EIBV, EU-Richtlinien und muss der Zugang zum Netz (Trassenvergabe) diskriminierungsfrei erfolgen. In Deutschland ist dies ebenfalls im Allgemeinen Eisenbahngesetz verankert und wird durch die Bundesnetzagentur überwacht.